# Four-in-hand

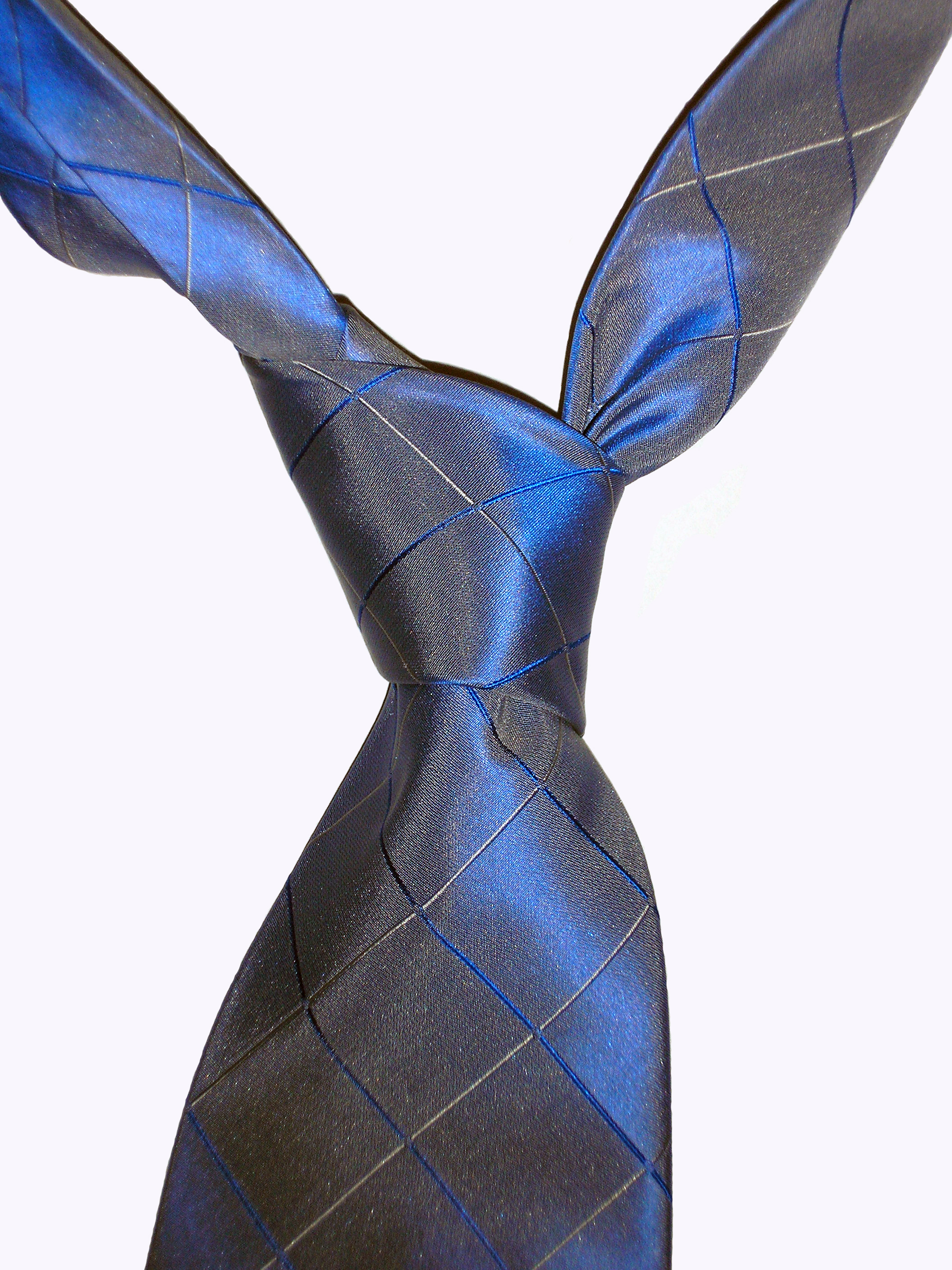
Four-in-handknoop

Four-in-hand is de eenvoudigste gangbare wijze van het knopen van de stropdas. Hij geeft een asymmetrische knoop.

## Knoop
De four-in-hand-knoop is te leggen door de einden van de das te kruisen met het dikkere einde (dat waarmee geknoopt wordt) boven, dit einde eenmaal geheel rond het dunne einde te slaan en dan van achteraf in te steken.

## Geschiedenis
De four-in-handknoop werd populair in Engeland in de jaren vijftig van de negentiende eeuw. Vroege stropdassen waren eenvoudige rechthoekige stukken stof. De naam four-in-hand duidde oorspronkelijk een rijtuig aan met vier paarden; later was het de naam van een herensociëteit in Londen. Volgens sommigen knoopten de koetsiers de teugels met een four-in-handknoop, terwijl volgens anderen de koetsiers hun sjaals zo knoopten. De meest waarschijnlijke verklaring is echter dat leden van genoemde herensociëteit hun dassen zo droegen.